# Växtförädling
Växtförädling är motsvarigheten till avel vad gäller växter. Människan har sysslat med växtförädling sedan urminnes tider, genom att välja ut exemplar med önskade egenskaper och föröka dessa. Idag används även genteknik i växtförädling, vilket är en ibland kritiserad metod. 

## Traditionell växtförädling
Under historiens gång har människan förbättrat odlingsgrödorna genom urval. Man har tagit utsäde från de plantor som gett bäst skörd. Vid varje ny växtgeneration sker en omkombination av arvsanlag vid bildandet av könsceller. Arvsanlagen består av mindre bitar som kallas gener. Byggstenarna i gener – »kvävebaser«, som förkortas A, T, G, C, är lika för olika organismer: människor, djur, mikroorganismer och växter.
Genom urval och traditionell växtförädling har utsädet ständigt ändrats och genuppsättningen i växterna förbättras under historiens gång.

### Mål för förädlingsarbetet
Vid igångsättning av ett förädlingsprojekt syftar detta mot sorter som förväntas motsvara marknadens krav om 15 – 20 år. Så lång tid tar det nämligen att framställa en ny och bättre sort. Planeringsarbetet är långsiktigt, och hänsyn måste tas till jordbruksproduktionens och livsmedelsindustrins utveckling och till förändringar i konsumtionsmönstren.

### Genetisk variation
Den genetiska forskningens framsteg har gett växtförädlarna rika möjligheter att skaffa fram ökad ärftlig variation i sitt material. Ett internationellt nät av genbanker kompletterat med systematiskt ordnade insamlingar, samlar och beskriver den spontant förekommande genetiska variationen hos våra kulturväxter. Denna ställs till växtförädlarnas förfogande som utgångsmaterial för deras arbete med att omkombinera önskade arvsanlag genom korsning av olika typer som vardera bär anlag man önskar kombinera.
Om man saknar anlag för en önskad egenskap kan man ofta inducera ett sådant genom antingen joniserande strålning, genom kemisk behandling eller genterapi. En sådan inducerad förändring – en mutation – kompletterar den spontant förekommande variationen. På många olika sätt kan man därtill förändra arvsbärarnas – kromosomernas – struktur och antal samt överföra arvsanlag från en art till en annan med mera. I de flesta fall har det varit möjligt att leta fram anlag för en viss önskad egenskap. Ett tålmodigt korsningsarbete leder steg för steg till att allt fler positiva faktorer ansamlas i samma arvstyp.

### Urvalsmetodik
Flaskhalsen i västförädlingsarbetet är upptäckandet av de plantor som har de bästa arvsanlagskombinationerna. Systemet för urval är en serie av moment under förökning av ett förädlingsmaterial.
De egenskaper hos plantorna som växtförädlarna främst intresserar sig för är hög produktionskapacitet och säker skörd. Den producerade kvantiteten i plantan skall inte minskas genom sjukdomsangrepp eller genom känslighet för klimatiska stressfaktorer som vinterkyla, försommartorka eller för mycket regn under skördeperioden. Det är vidare utomordentligt viktigt att sortmaterialet har sådana egenskaper att det passar i livsmedelsindustrins hantering och att det har ett högt näringsvärde.
Växtförädlingen fungerar genom sina möjligheter att omforma kulturväxterna i olika riktningar som ett viktigt styrmedel för de många produktionskedjorna inom jordbruks- och livsmedelssektorn. I Sverige har statsmakterna tidigt insett detta. Sedan 1980 har staten och jordbrukets föreningsrörelse tagit ett gemensamt ansvar för verksamheten inom förädlingsföretagen samtidigt som ny forskning etablerats inom Sveriges Lantbruksuniversitet liksom utbyte med övrig nordisk växtförädling och med andra forskningsinstitutioner vid universitet och högskolor.